# Hydraenidae
Famille
Les Hydraenidae sont une famille d'insectes coléoptères aquatiques de très petite taille. Se retrouvant dans toutes les régions du monde, ils font généralement 1 à 3 mm de long, bien que certaines espèces peuvent atteindre 7 mm. Mauvais nageurs, on les retrouve généralement rampant dans la végétation. Bien que préférant les milieux humides, les larves ne sont pas aquatiques et ont tendance à se noyer facilement.
La plupart sont herbivores, bien que des espèces saprophytes et prédatrices soient connues.

## Liste des genres

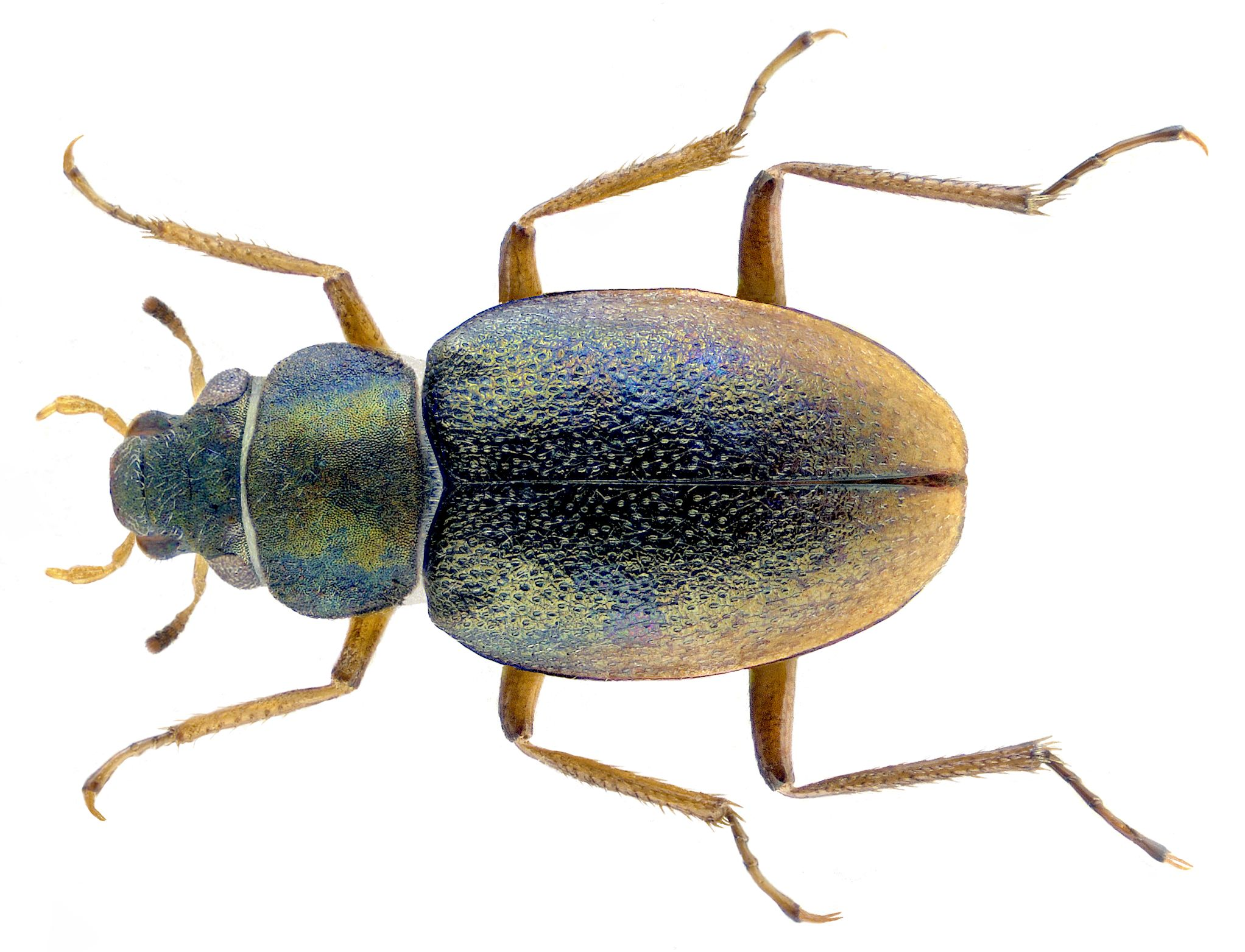
Ochthebius capicola

Selon Catalogue of Life (31 août 2014) :
- genre Adelphydraena
- genre Aulacochthebius
- genre Coelometopon
- genre Davidraena
- genre Decarthrocerus
- genre Discozantaena
- genre Edaphobates
- genre Ginkgoscia
- genre Gondraena
- genre Gymnanthelius
- genre Gymnochthebius
- genre Heptaenida
- genre Homalaena
- genre Hughleechia
- genre Hydraena
- genre Hydraenida
- genre Laeliaena
- genre Limnebius
- genre Madagaster
- genre Meropathus
- genre Mesoceration
- genre Micragasma
- genre Neochthebius
- genre Nucleotops
- genre Ochthebius
- genre Ochtheosus
- genre Oomtelecopon
- genre Orchymontia
- genre Parasthetops
- genre Parhydraena
- genre Parhydraenida
- genre Parhydraenopsis
- genre Pneuminion
- genre Podaena
- genre Prosthetops
- genre Protochthebius
- genre Protosthetops
- genre Protozantaena
- genre Pterosthetops
- genre Sebasthetops
- genre Sicilicula
- genre Tympallopatrum
- genre Tympanogaster

## Liste des sous-familles
Selon ITIS (31 août 2014) :
- sous-famille Hydraeninae Mulsant, 1844
- sous-famille Ochthebiinae C. G. Thomson, 1860
- sous-famille Orchymontiinae Perkins, 1997
- sous-famille Prosthetopinae Perkins in Perkins & Balfour-Browne, 1994